# Tokoroten
Le tokoroten est un plat de la cuisine japonaise fabriqué à partir de l'agar agar extrait par ébullition de certaines algues comestibles comme les tengusa (Gelidiaceae) et les ogonori. En utilisant un outil dédié (tentsuki), la gélatine est pressée en forme de nouilles. La texture obtenue est plus ferme que les desserts gélatineux comme la jelly. Les goûts varient suivant les régions, et peuvent inclure du vinaigre (région de Kyoto, Nishiyama-tokoroten), de la sauce soja, des piments, ou encore du sésame. L'assaissonnement le plus commun est le vinaigre ; une variante populaire à Kyoto, Osaka et tout le Kansai est un sirop de sucre brun.
Rafraîchissant, riche en fibres et pauvre en calories (il contient près de 90 % d'eau), il est souvent consommé en été. On peut en trouver dans les restaurants traditionnels. On peut aussi trouver en magasin des cubes de gelée qu'il suffit de presser pour transformer en tokoroten.
Ayant connu un lent déclin après la Seconde Guerre mondiale, le tokoroten connait un regain de popularité, car il est considéré comme un aliment bon pour la santé. Le kanten (agar-agar) (寒天) est l'ingrédient principal du tokoroten.

## Histoire
Le tokoroten serait une variation d'un plat chinois à base d'algue appelé tama-abura et qui est aussi préparé en faisant bouillir des tengusa. Au Japon, des magasins vendant du tokoroten existaient déjà en 710, où il était réservé à une élite ; le développement de sa consommation continuera jusqu'à devenir un produit ordinaire à la période Edo.
Le tokoroten est mentionné au début de la période Muromachi dans la région de Kyoto dans le Teikin-Orai (manuel d'éducation traitant de divers sujets de culture général).
En 1659, il est fait mention dans une proclamation publique du tokoroten comme de l'un des produits qui pouvait être vendu par des marchands ambulants sans aucune licence et pouvant donc être vendu par n'importe qui dans les rues, comme la plupart des ingrédients du quotidien, comme le miso par exemple.